# Saving Grace (série télévisée)
Pour les articles homonymes, voir Saving Grace.
Saving Grace – ou État de Grâce au Québec – est une série télévisée américaine en 46 épisodes de 42 minutes créée par Nancy Miller et diffusée entre le 23 juillet 2007 et le 21 juin 2010 sur la chaîne TNT.
En Belgique, la série est diffusée depuis le 21 octobre 2008 sur RTL-TVI ; en France depuis le 25 octobre 2008 sur TF6 et depuis le 2 juillet 2009 sur TMC ; au Québec depuis le 5 mars 2009 sur Séries+ et en Suisse depuis le 22 mars 2009 sur TSR1.

## Synopsis
Grace Hanadarko, enquêtrice au sein de la police d'Oklahoma City, mène une vie dissolue (alcool, sexe…). Une nuit, alors qu'elle est ivre au volant de sa voiture, elle renverse un piéton. Désespérée, elle demande de l'aide qui lui apparaît sous la forme d'un ange, Earl. Commence alors pour Grace une rédemption difficile…

## Distribution

### Acteurs principaux
- Holly Hunter (VF : Juliette Degenne) : Grace Hanadarko
- Kenneth Allen Johnson (VF : Damien Boisseau) : Hamilton « Ham » Dewey
- Leon Rippy (VF : Paul Borne) : Earl
- Laura San Giacomo (VF : Élisabeth Fargeot) : Rhetta Rodriguez
- Bailey Chase (VF : Denis Laustriat) : Butch Ada
- Gregory Norman Cruz (VF : Vincent Violette) : Bobby Stillwater
- Lorraine Toussaint (VF : Anne Jolivet) : Capitaine Kate Perry
- Bokeem Woodbine (VF : Gunther Germain) : Leon Cooley (28 épisodes)

### Acteurs récurrents
Saison 1
- Dylan Minnette (VF : Corinne Martin puis Arthur Pestel) : Clay Norman
- Mark L. Taylor (VF : Patrice Dozier) : Henry Silver (9 épisodes)
- Tom Irwin (VF : Patrick Laplace) : Père Johnny Hanadarko (5 épisodes)
- Art Frankel : Chet (4 épisodes)
- Chris Mulkey (VF : Yves-Henri Salernes) : Doug Norman
- Jessica Walter (VF : Claude Chantal puis Frédérique Cantrel) : Betty Hanadarko
- Robyn Lively (VF : Bénédicte Rivière) : Darlene Dewey
- Patrick St. Esprit (VF : Philippe Vincent) : Leo Hanadarko
- Jessica Tuck (VF : Gaëlle Savary puis Véronique Augereau) : Paige Hanadarko
- Malcolm David Kelley (VF : Arthur Pestel) : Benjamin Cooley
- Camillia Sanes (en) (VF : Céline Melloul) : Marissa Stillwater

Saison 2
- Steven Culp (VF : Patrick Noérie) : Brad Gholston
- Christina Ricci (VF : Alexandra Garijo) : Officier Abby Charles[2]
- Yaani King (VF : Fatiha Chriette) : Neely Lloyd

Saison 3
- Erin Cahill (VF : Laurence Sacquet) : Kendra Burke
- Benito Martinez (VF : Olivier Cordina) : Ronnie Rodriguez
- Ashley Williams (VF : Marie-Christine Robert) : Amanda Dewey
- Gordon MacDonald : Hut Flanders

### Invités
- Roger Aaron Brown : Lieutenant Percy Yukon (saison 1, épisodes 1 et 2)
- DeLane Matthews (en) : Pippa (saison 1 épisodes 3 et 6 + saison 2 épisode 9)
- Steve Rankin : Alvin Green (saison 1, épisodes 1 et 5)
- Melinda McGraw : Hartley Green (saison 1, épisode 5)
- Sam Hennings (en) : Joe Hanadarko (saison 1, épisodes 1 et 13)
- Frances Fisher : Cathy (saison 1, épisode 5)
- José Zúñiga : Ronnie Rodriguez (saison 1, épisodes 6 et 12)
- August Schellenberg : Geepaw (saison 1 épisode 7 + saison 3 épisode 12)
- Rene Auberjonois : Père Patrick Murphy (saison 1 épisode 13 + saison 2 épisode 1)
- Mike Pavone : Jimmy Hanadarko (saison 1, épisode 13)
- Jake Muxworthy (en) : Butch (saison 1, épisode 13)
- Judson Mills : Ralph « Rafe » Dewey (saison 2, épisodes 3 et 5)
- Jack Conley : Nick Dewey (saison 2 épisodes 5 et 7 + saison 3 épisode 17)
- Mariette Hartley : Emily Jane Ada (saison 2, épisode 7)
- Andrea Fay Friedman (en) : Nell Ada (saison 2, épisode 7)
- Jessy Schram : Sayre Hanadarko (saison 2, épisode 9)
- Kathy Baker : Maggie (saison 2, épisodes 12 et 13)
- Arjay Smith (VF : Sidney Kotto) : Terrence Metarie (saison 2, épisode 12)
- Caitlin Dulany (en) : Mary Frances Norman (saison 2 épisode 13 et 14 + saison 3 épisode 19)

- Version française
  - Société de doublage : Synchro France[3]
  - Direction artistique : Catherine Lafond[3]
  - Adaptation des dialogues : Catherine Cariou[3]

 Source et légende : version française (VF) sur RS Doublage et Doublage Séries Database

## Production
Le projet de Nancy Miller a débuté en mars 2005, et le pilote a été commandé en août. Le casting débute en juillet 2006 avec Holly Hunter. La série est commandée en décembre.
Le 8 août 2007, satisfaite des audiences, TNT commande quinze épisodes supplémentaires, qui feront partie de la deuxième saison.
Le 16 septembre 2008, la série est renouvelée pour une troisième saison de quinze épisodes. TNT annonce le 14 août 2009 que la série prendra fin après la deuxième partie de la saison car la société qui produit celle-ci, Fox TV Studios, a choisi d'arrêter la production pour des raisons financières en rapport au salaire élevé de l'actrice principale. Ainsi, afin de pouvoir donner une conclusion à la série vu qu'il restait encore six épisodes, la fin de la troisième saison a bénéficié de trois épisodes supplémentaires donnant un total de 19 épisodes pour une saison complète.

## Épisodes

### Première saison (2007)
Après les neuf premiers épisodes, la diffusion de la série a pris une pause de deux mois et a repris en décembre pour les quatre épisodes restants.
1. Viens mon ange (Pilot)
2. Meurtre dans les forages (Bring it On, Earl)
3. Le Doute (Bless Me, Father, For I Have Sinned)
4. Le Témoin (Keep Your Damn Wings Off My Nephew)
5. Règlement de comptes (Would You Want Me to Tell You?)
6. Tout le monde ment (And You Wonder Why I Lie)
7. Les Vétérans (Yeehaw, Geepaw)
8. La Mort d'un ami (Everything's Got a Shelf Life)
9. Le Langage des anges (A Language of Angels)
10. La Tornade (It's Better When I Can See You)
11. Des enfants ordinaires (This Is Way Too Normal for You)
12. La Confirmation (Is There a Scarlet Letter on My Breast?)
13. Les Indices (Tacos, Tulips, Ducks and Spices)

### Deuxième saison (2008-2009)
Cette saison de quatorze épisodes a été diffusée en deux parties de sept épisodes, la première à partir du 14 juillet 2008 et la deuxième à partir du 2 mars 2009.
1. La Fin du cauchemar (Have a Seat Earl)
2. À la recherche de Karen (A Survivor Lives Here)
3. Un homme est mort (A Little Hometown Love)
4. Les Explorers (It's a Fierce, White-Hot, Mighty Love)
5. Connie (Do You Love Him?)
6. La Princesse indienne (Are You an Indian Princess?)
7. Rosie (You Are My Partner)
8. L'Âme d'un flic (The Heart of a Cop)
9. La Deuxième Chance (Do You Believe in Second Chances?)
10. Le Petit Dealer (Take Me Somewhere Earl)
11. Les Vivants (The Live Ones)
12. Amour mortel (But There's Clay)
13. Compte à rebours (So What's the Purpose of a Platypus?)
14. Le Pouvoir des anges (I Believe in Angels)

### Troisième saison (2009-2010)
Cette saison de 19 épisodes a été diffusée en deux parties, la première de dix épisodes à partir du 16 juin 2009 et la deuxième de neuf épisodes à partir du 29 mars 2010.
1. Tous des démons (We're Already Here)
2. C'est un légume (She's a Lump)
3. Vengeance (Watch Siggybaby Burn)
4. La Tentation (What Would You Do?)
5. Les Vaches mortes (Mooooo)
6. Une armée d'anges (Am I Going to Lose Her?)
7. Pari perdu (That Was No First Kiss)
8. Nom de code : Pop Corn (Popcorn)
9. L'Attaque des lesbiennes (Looks Like a Lesbian Attack to Me)
10. Le Grand Saut (Am I Gonna Die Today?)
11. Il faut croire qu'on parle (Let's Talk)
12. Le Chant des oiseaux (Hear the Birds)
13. Rédemption (You Can't Save Them All, Grace)
14. J'ai tué Christine (I Killed Kristin)
15. Le Pour ou le Contre (So Help You God)
16. Rodéo (Loose Men in Tight Jeans)
17. L’Accident (You Think I'm Gonna Eat My Gun?)
18. Il faut appeler Earl (I Need You to Call Earl)
19. La Lumière au bout du tunnel (I'm Gonna Need a Big Night Light)